# Donny Robinson
Donny Robinson, all'anagrafe Donald Robinson (Napa, 17 giugno 1983), è un ciclista di BMX statunitense.

## Palmarès

### Olimpiadi
- 1 medaglia:
  - 1 bronzo (Pechino 2008 nel BMX)